# Freimarkt de Brême

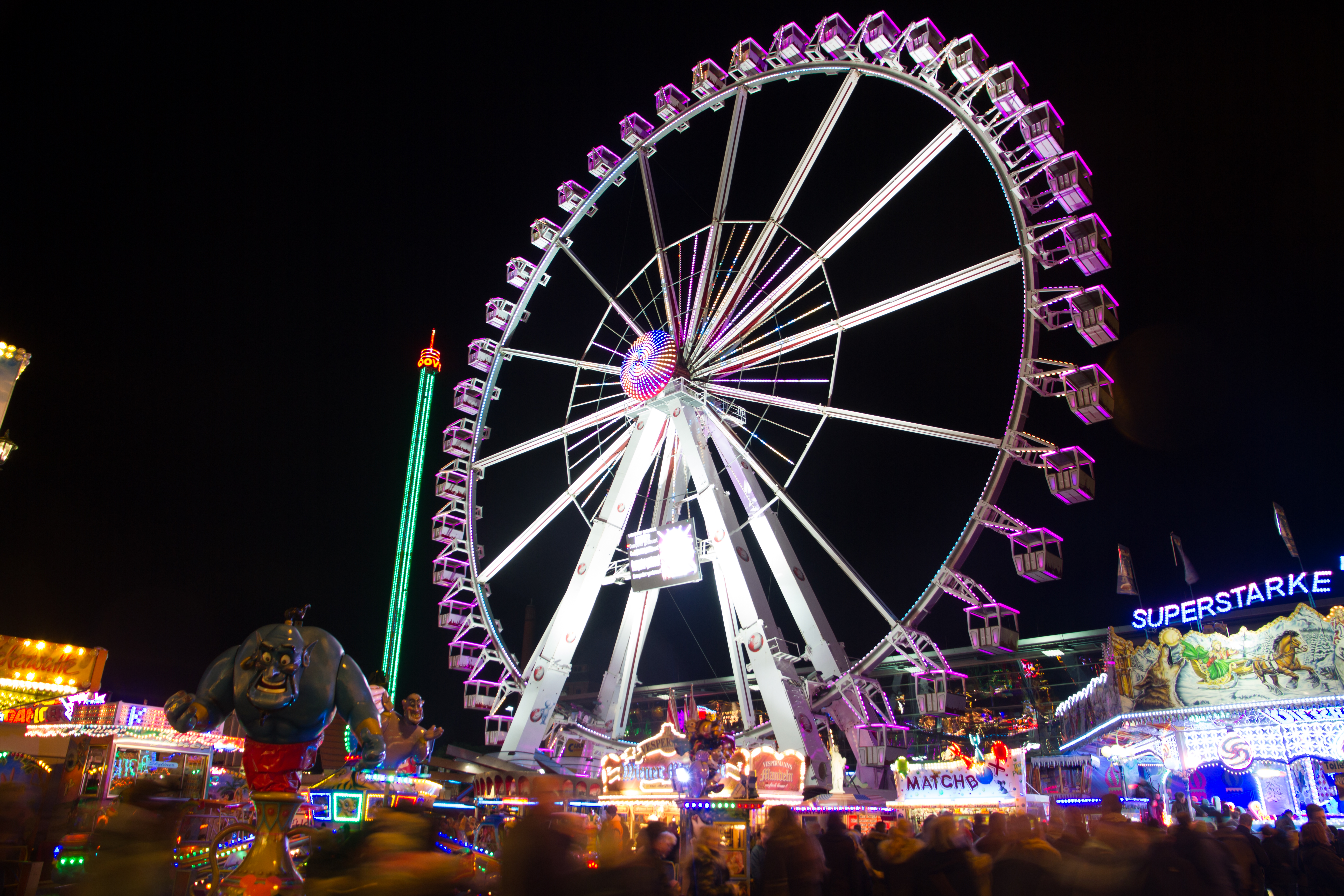
Le Freimarkt de Brême en 2015 - vue sur une grande roue la nuit

Le Freimarkt de Brême (littéralement « marché libre de Brême ») est une foire allemande qui a lieu chaque année dans la ville de Brême dans le Nord de l'Allemagne. Cette fête populaire a lieu depuis 1035 et est ainsi l'une des plus anciennes d'Allemagne. Avec plus de quatre millions de visiteurs chaque année sur 17 jours et plus de 300 forains, c'est le plus grand événement de ce type en Allemagne du Nord.
La 985e édition a eu lieu en 2021.

## Historique

### Les débuts comme marché
Le 16 octobre 1035, l'empereur Conrad II accorde à l'archevêque Bezelin (de) le droit de marché annuel. L'archevêque peut ainsi, deux fois par an à des dates définies, pendant la semaine avant la pentecôte et pendant la semaine avant la saint Willehad (8 novembre), organiser une foire commerciale annuelle (Jahrmarkt).
Alors que les marchés hebdomadaires sont soumis à de nombreuses règles et restrictions, lors de ce « marché libre », des personnes étrangères à la ville aussi bien que les commerçants locaux peuvent proposer des sortes de marchandises qui le reste du temps sont un monopole des membres de telle ou telle guilde ou corporation locale. Les deux marchés annuels sont en même temps des kermesses, c'est-à-dire des fêtes d'église. Les compagnons artisans reçoivent à ce moment leur salaire semestriel. C'est le rendez-vous d'octobre qui est le plus apprécié : à l'automne, le chiffre d'affaires est plus élevé, car les paysans viennent à ce moment en ville vendre leurs excédents et faire leurs achats pour l'hiver.
Au XIVe siècle, le Conseil de Brême (de) obtient l'autorité sur le marché ; c'est dans le document de 1339 qui lui accorde ce privilège que le nom de Freimarkt est utilisé officiellement pour la première fois. À partir de là, les marchés ne sont plus liés au calendrier ecclésiastique, bien que les dates qui se sont révélées pratiques restent.
Après Conrad II, chacun des empereurs suivants doit renouveler régulièrement le privilège de marché. Cette règle prend fin en 1793, quand François Ier d'Autriche remet ce pouvoir de décision entre les mains du sénat de Brême.
La liberté de commerce ne s'est généralisée à l'ensemble de l'année qu'en 1861, sur décision de la cité hanséatique de Brême.

### Le temps des gens du voyage

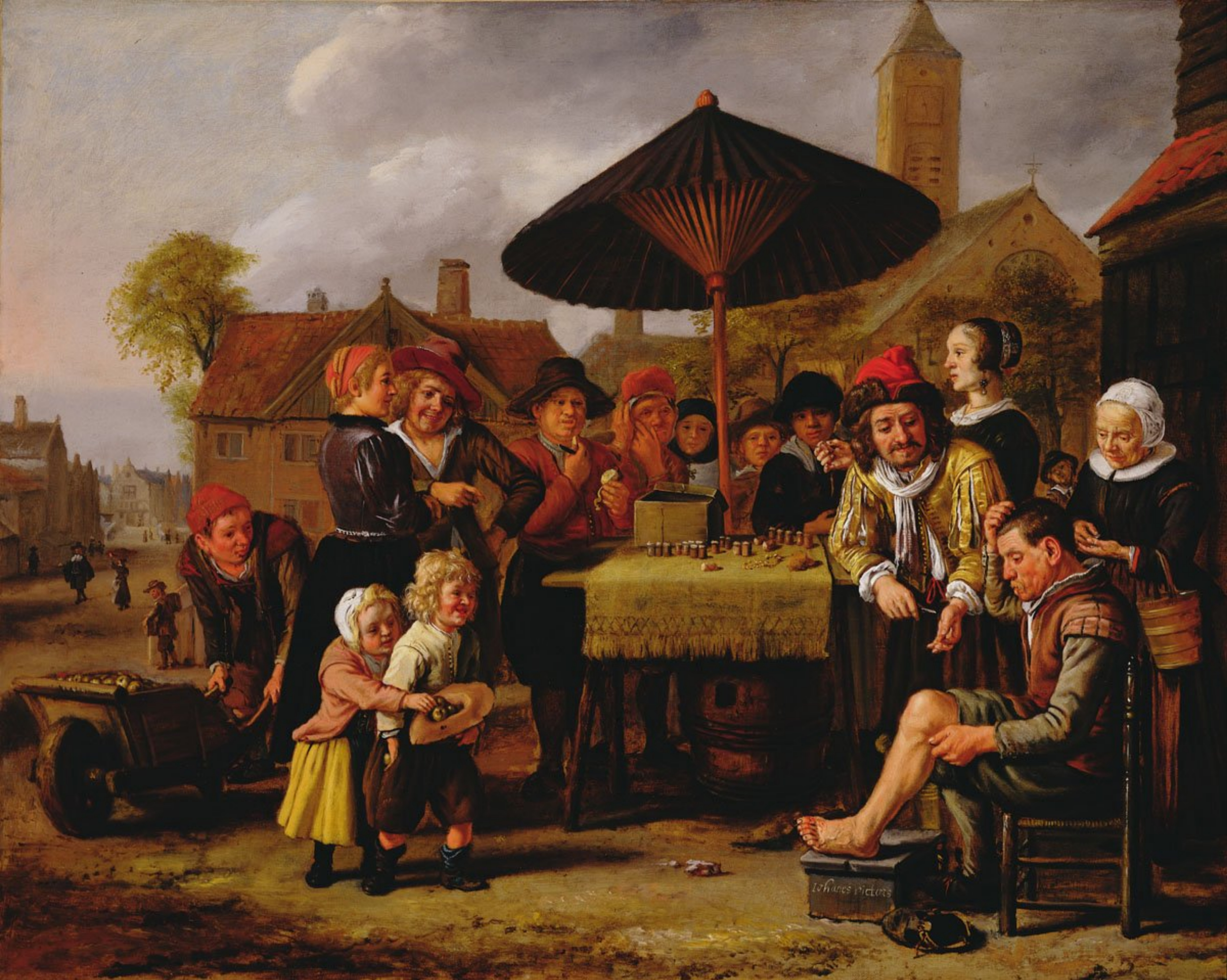
Un charlatan sur le marché

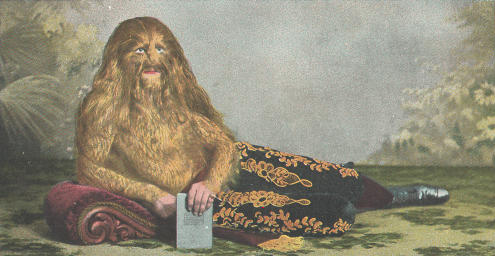
Lionel, l'« homme-lion »

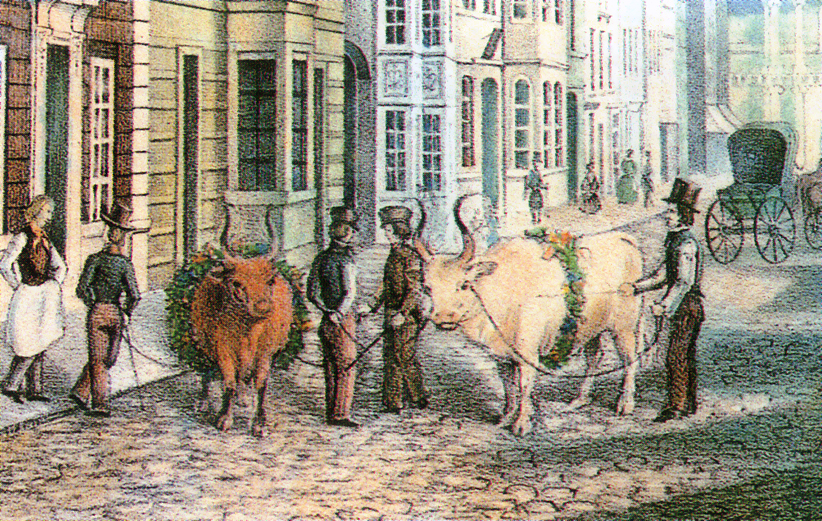
Le « Klosterochsenzug » dans la Obernstraße en 1845

Au XVe siècle, les premiers petits stands d'attraction s'établissent au Freimarkt. Les jongleurs, les diseuses de bonne aventure et les musiciens se produisent. Les nomades rapportent des nouvelles sur les pays lointains et fournissaient au petit peuple des informations sur la vie au-delà des frontières du pays. Petit à petit, l'intérêt des visiteurs pour ce genre de divertissements s'émousse, sans doute parce que les opportunités d'aller sur d'autres continents et de découvrir des peuples étrangers se multiplient :
En 1445, un animal exotique est exhibé pour la première fois : un lion dans sa cage. Suivent de nombreux autres : ours dressés, dromadaires et singes. On montre aussi des êtres humains : en 1687 un « Hottentot » d'Afrique et en 1799 la « petite Mademoiselle », une femme de petite taille (68 cm). Ces derniers peuvent aussi s'emporter en cage à la maison où l'on peut les « admirer ».
En 1637, la ville de Brême obtient, par privilège impérial, un troisième marché libre annuel, également au printemps. Les trois marchés ne se sont tenus que jusqu'en 1710, où l'on supprime les deux rendez-vous de printemps et où l'on concentre tout sur le marché d'automne. On définit alors une durée de dix jours, qui en cas de besoin pouvait être allongée de deux jours supplémentaires.
Au début du XVIIe siècle, pendant la période du marché, a lieu le « Klosterochsenzug », la vente aux enchères de deux bœufs majestueux à des fins caritatives. Cette coutume dure jusqu'en 1896.

### Transformation en fête populaire
Pendant 700 ans, le Freimarkt est resté essentiellement un lieu d'échange de marchandises. Ce n'est qu'au début du XIXe siècle qu'il commence lentement à se transformer en fête de loisirs.
En 1818, la première balançoire est mise en place. En 1822, Anton Gercke met en place un carrousel à chevaux. En 1847, on peut pour la première fois acheter à la fête des Schmalzkuchen (de), des sortes de beignets. D'autres sucreries comme le pain d'épices et la barbe à papa ont un grand succès.
L'ouverture de la ligne de chemin de fer Brême–Hannovre la même année a deux avantages : d'une part, les gens n'habitant pas à Brême peuvent plus facilement visiter la foire, d'autre part les forains peuvent désormais transporter de grandes charges. La ligne, d'abord à vapeur, est ensuite électrifiée.
En 1857, le premier jeu de marteau et de cloche (Hau den Lukas (de)) fait son apparition. Les orgues de barbarie suivent très ans plus tard. À partir de 1881, il y a un carrousel de bateaux, et à partir de 1890 des montagnes russes.
La coutume consistant à libérer les écoliers l'après-midi pendant la période du Freimarkt prend fin en 1875, néanmoins on continue à éviter de leur donner des devoirs.

### Le Freimarkt auxXXeetXXIesiècles
Une innovation culinaire apparaît sur le Freimarkt en 1906, lorsque le boucher Wilhelm Könecke y rôtit la première Rostbratwurst sur une flamme ouverte.
Au début du XXe siècle, des exhibitions publiques sont organisées dont l'objet est la difformité physique comme par exemple Stephan Bibrowski atteint d'hypertrichose, nommé également Lionel, l'« homme-lion ».
Pendant les deux Guerres mondiales, le Freimarkt est laissé de côté. En 1939, en pleine guerre, il a quand même lieu, réduit à quelques kiosques dans la cour de la cathédrale. En octobre 1954, on organise un « marché libre de la Paix » provisoire, qui est censé ramener un peu de joie et de normalité dans la vie d'après-guerre. L'initiative est accueillie favorablement par la population, et l'on décide de reprendre le Freimarkt. Sur demande des forains, l'édition 1959 est étendue à trois week-ends.
À partir de 1967, se met en place une collecte de fonds par l'association caritative protestante Brot für die Welt (de) (Pain pour le monde).
La foire est annulée en 2020 à cause de la pandémie de Covid-19 mais elle a lieu en 2021 contrairement à la plupart des autres festivités en Allemagne,.

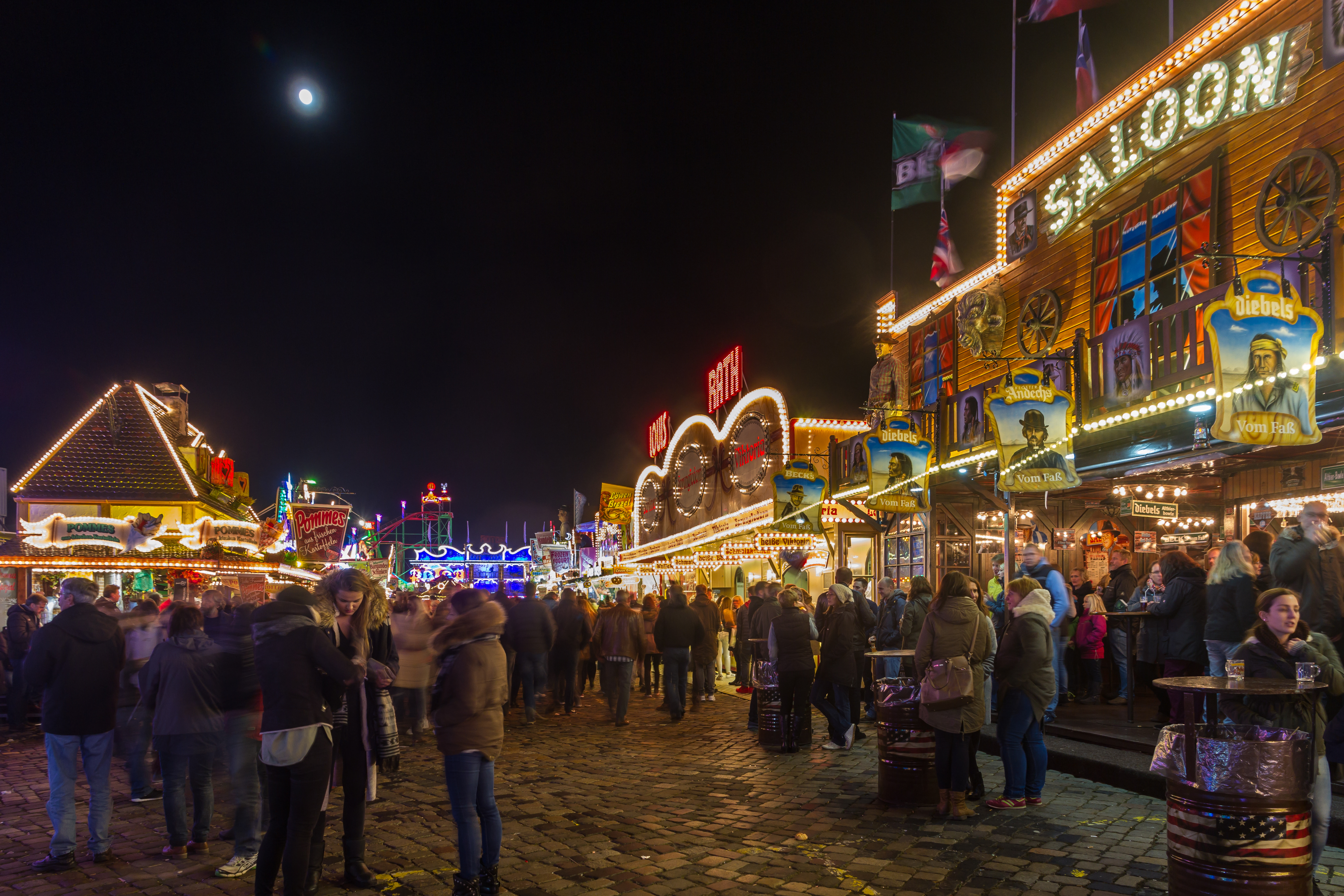
Budengasse dans le Freimarkt la nuit
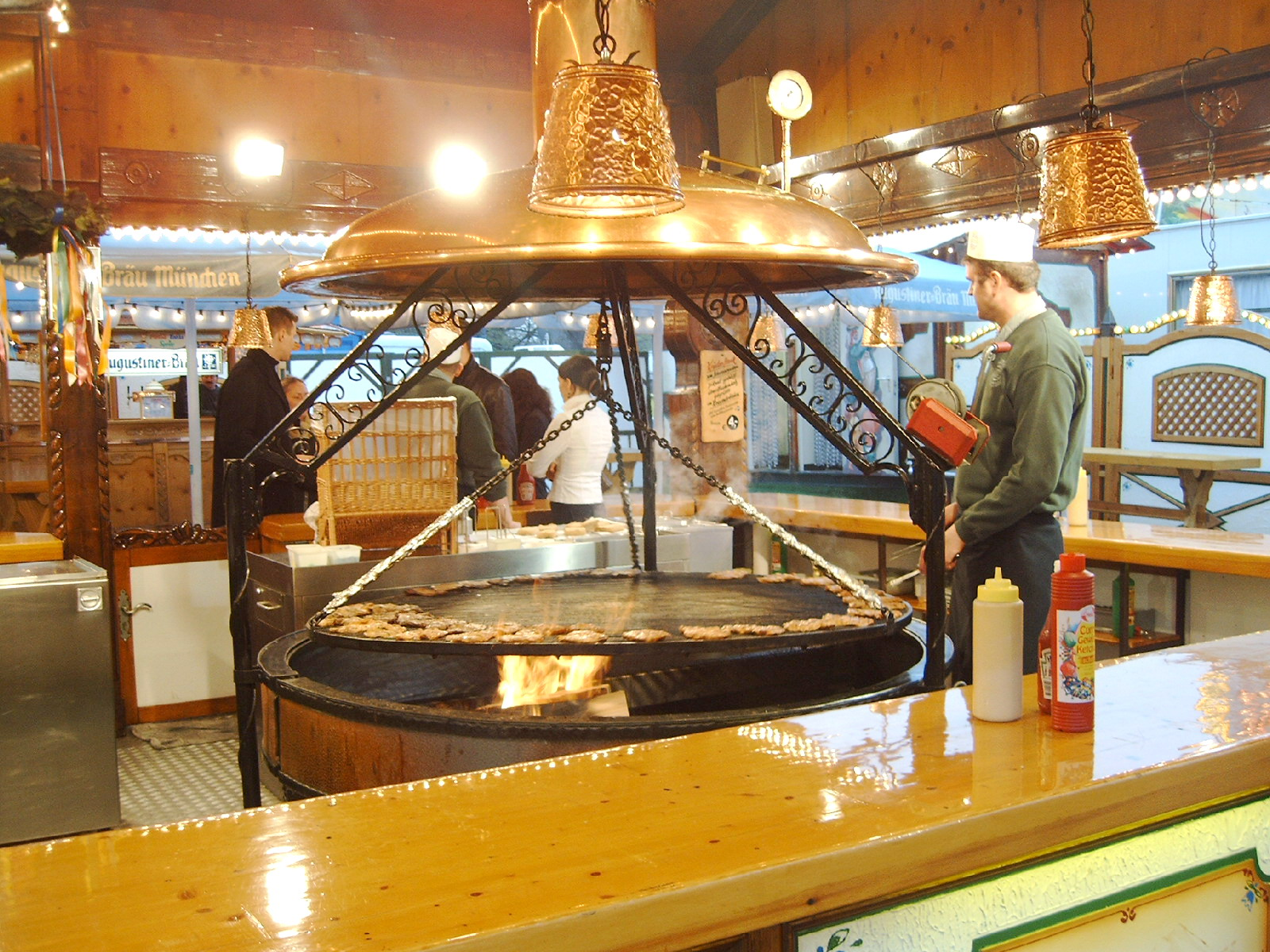
Steaks sur le grill suspendu, dans la tente bavaroise
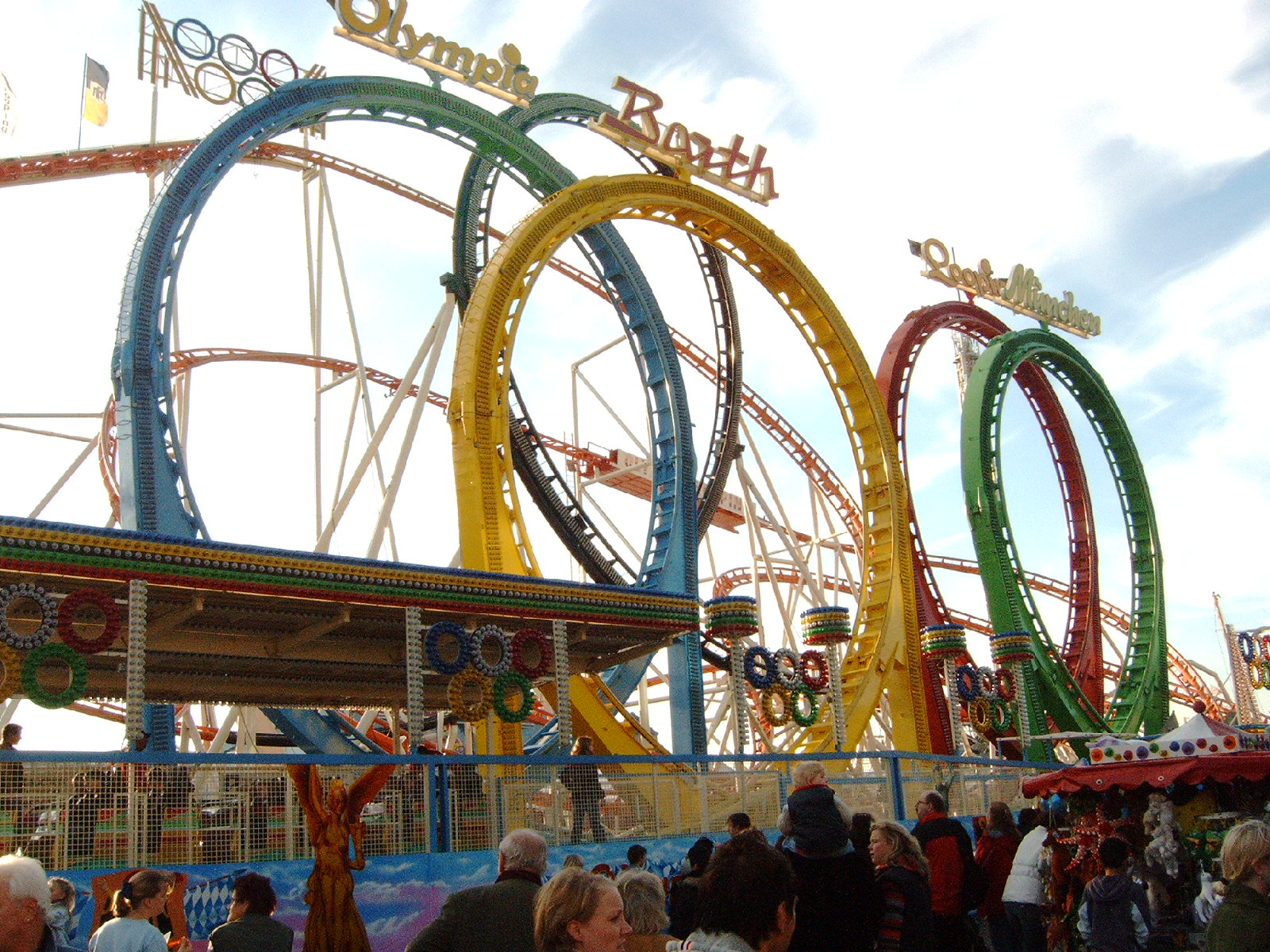
Olympia Looping au Freimarkt de Brême
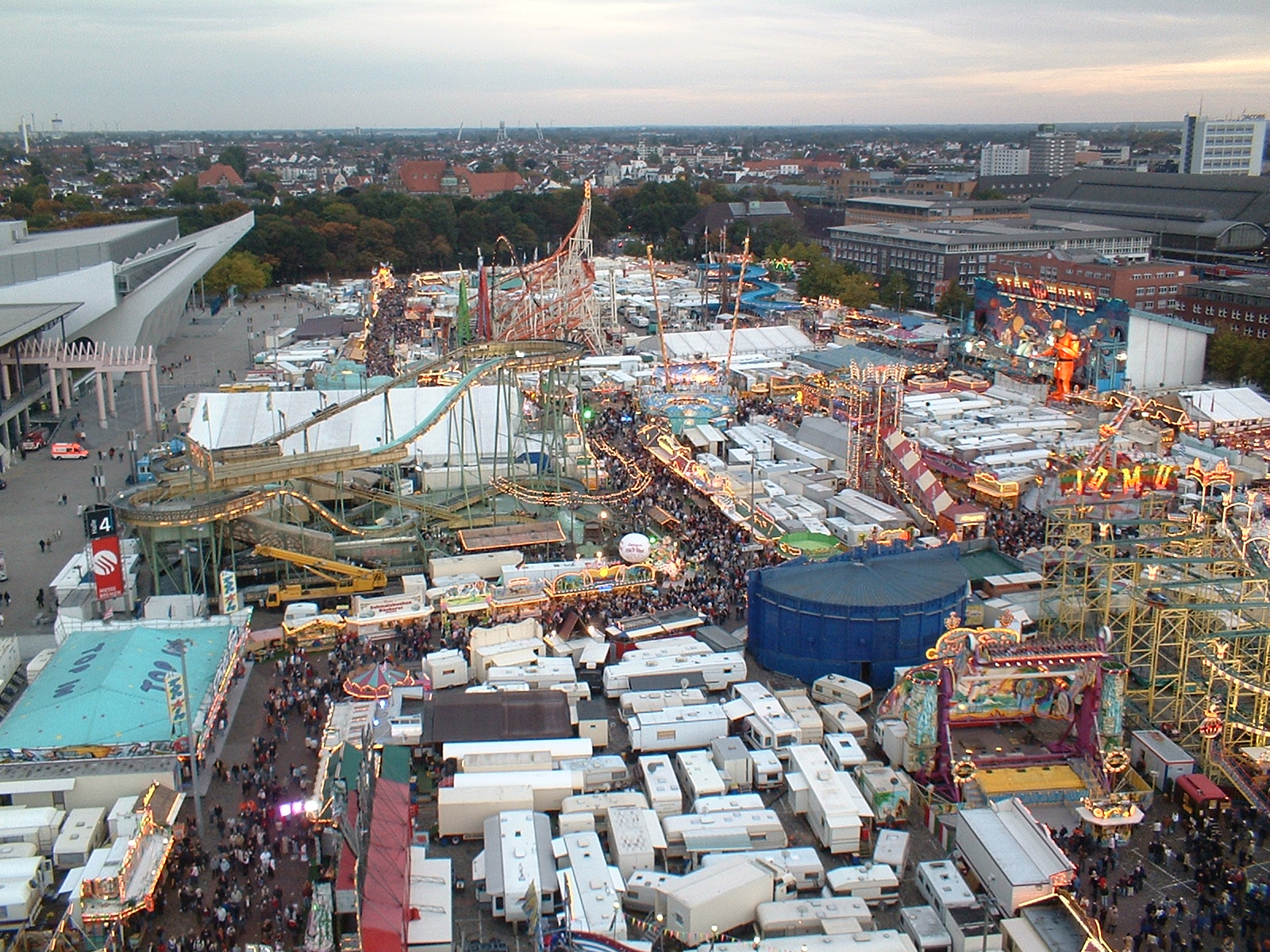
La grande roue

## Emplacement
L'emplacement du Freimarkt a souvent changé. À l'origine, il se trouvait sur le Liebfrauenkirchhof devant l'église Notre-Dame. Au début du XVe siècle, on le transfère sur la place du marché (Marktplatz). Au fil des siècles, il s'étend de plus en plus. Ainsi, au début du XIXe siècle, il est aussi près de la cathédrale Saint-Pierre sur le Domshof et de 1803 à 1830 sur la péninsule « Herrlichkeit » sur la Weser et en 1851 à nouveau sur le Liebfrauenkirchhof. En 1854, les attractions et les baraques apparaissent pour la première fois sur la place du Domsheide (de). En 1830, il s'étend aussi au Bremer Wallanlagen (de), en 1862 dans le quartier Rembertiviertel et en 1889 dans la rue Hohenlohestraße. Tous ces emplacements séparés sont considérés comme des parties de la même fête populaire. Quand les constructions sur la rive droite de la Weser deviennent plus denses et les emplacements possibles plus limités, le Freimarkt s'étend aussi sur la rive gauche dans le quartier Neustadt, sur la grande étendue libre du Grünenkamp (de). En 1913, il est à nouveau coupé en deux, mais en 1919 on s'entend pour désormais le tenir exclusivement sur le Grünenkamp. Cette règle tient jusqu'en 1934, lorsque la fête populaire revient sur la rive droite de la rivière, à proximité de la gare sur la Bürgerweide (de) dans le quartier Findorff (de), où il se trouve encore en 2016.

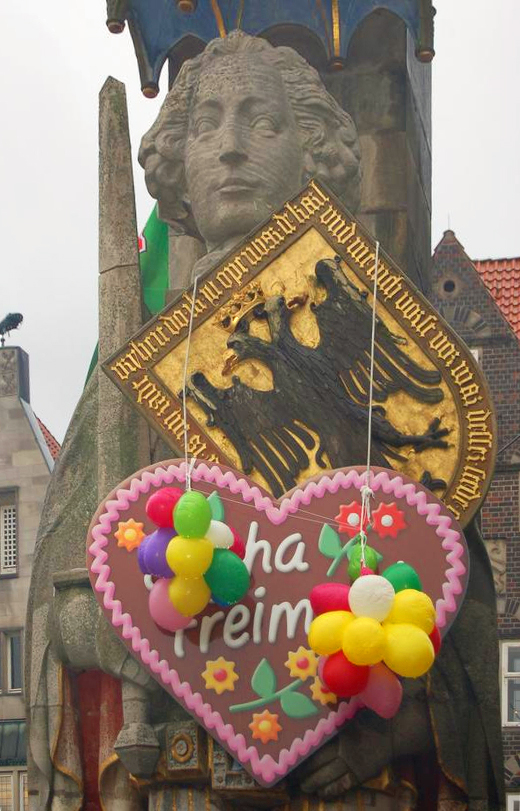
La statue de Roland avec un cœur du Freimarkt

Dans la seconde moitié du XXe siècle, la surface du marché est considérablement agrandie par la démolition de l'ancien site de l'abattoir. La construction de halles pour la foire de Brême en 1994 et dans les premières années du XXIe siècle réduit à nouveau la surface disponible. Le Freimarkt dispose aujourd'hui de plus de 100 000 m2.
À pâques, une fête populaire de printemps, l'Osterwiese (de), se tient aussi sur la Bürgerweide.

## Ouverture et fréquentation
Si le Freimarkt d'automne, à l'origine, commence toujours le 8 octobre, à partir de 1700 il commence le 18 octobre et à partir de 1815 le 21 octobre. En 1959, il est décidé de toujours commencer le Freimarkt un samedi, décision ensuite annulée. De nos jours, l'ouverture a lieu en général un vendredi et est célébrée sur la place du marché dans le petit Freimarkt : les membres de la corporation des ramoneurs de la statue de Roland suspendent un grand cœur de pain d'épices en papier mâché ; au même moment, la porte vers la fête populaire proprement dite sur la Bürgerweide s'ouvre. La tradition veut qu'un fût est mis en perce par le Innensenator (de) de Brême deux heures plus tard dans la tente bavaroise. Le soir de l'ouverture a lieu un grand feu d'artifice.
Le Freimarkt ouvre toute la semaine en après-midi et en soirée. Depuis 1996, une nocturne a lieu du lundi au samedi à partir de 21 heures dans un des bâtiments voisins et attire environ 110 000 visiteurs.
Le chiffre d'affaires brassé par le Freimarkt était de 2 738 162 de marks en 1954, et est monté à 136 908 100 de marks (environ 70 millions d'euros) en 1990. En 2015, 335 autorisations de tenir un stand ont été données.

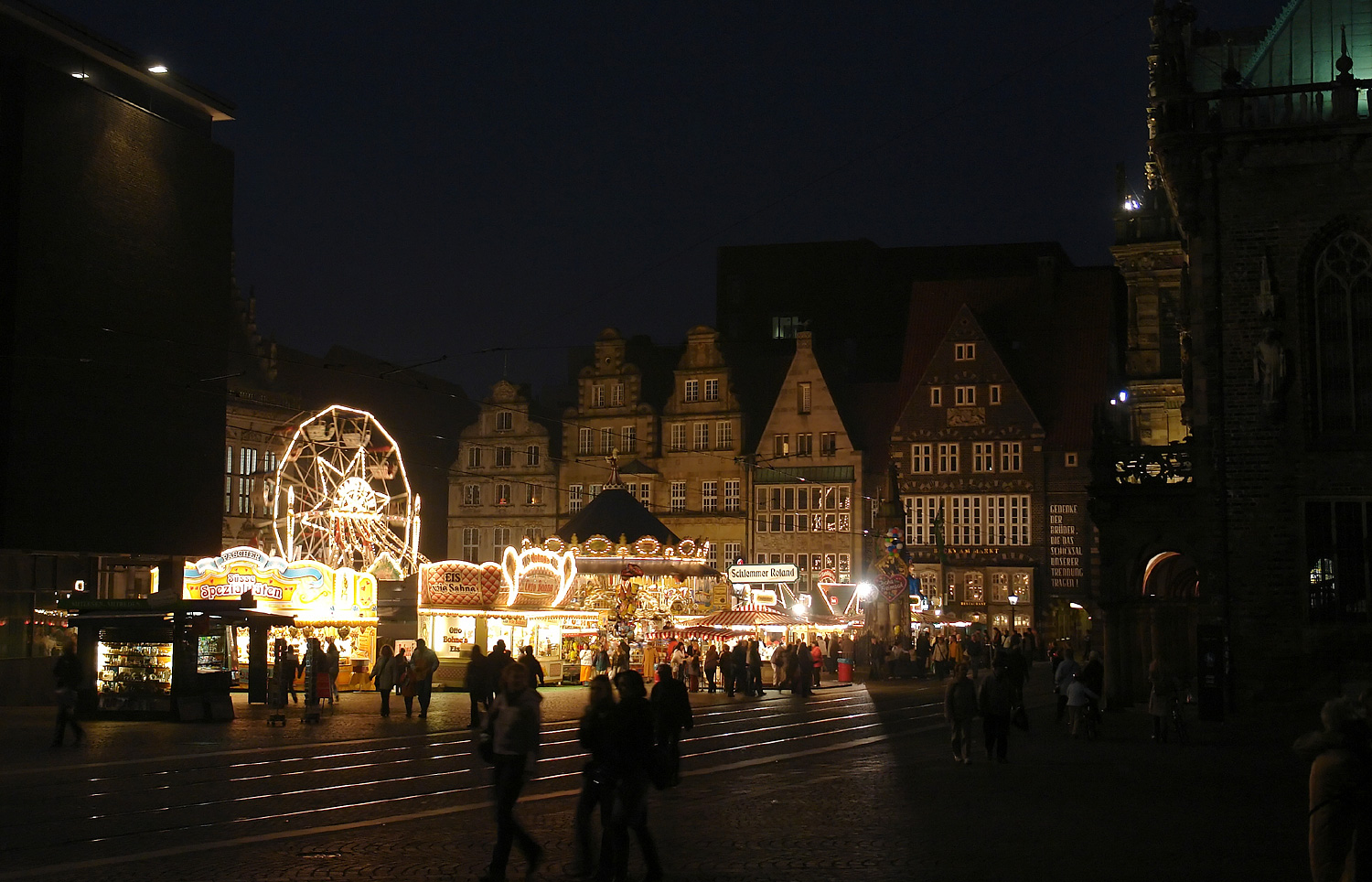
Le petit Freimarkt devant la mairie.

## Petit Freimarkt
En plus du Freimarkt sur la Bürgerweide, il existe un petit Freimarkt (Kleine Freimarkt) dans la vieille ville de Brême. Il a lieu en même temps que le principal et se tient sur la place du marché, la place Notre-Dame ainsi que dans les rues qui les relient, ainsi partiellement qu'au Schoppensteel et d'autres endroits de la vieille ville. Le petit Freimarkt est conçu dans un esprit nostalgique et comporte entre autres un marché médiéval.
Pendant les weekends du Freimarkt, une ligne de tramways rétro relie le Freimarkt au petit Freimarkt.

## Défilé du Freimarkt
Depuis 1967, chaque année, un samedi sur deux pendant le Freimarkt, a lieu un grand défilé, avec entre 3 500 et 5 000 participants, répartis en environ 150 groupes, par exemple des fanfares et des chars, qui lancent des caramels, des chocolats et des fruits à la foule.
Le défilé commence le samedi matin à 10 heures et dure environ trois heures. Il commence dans la Pappelstraße dans le quartier Neustadt. Le parcours fait environ 3,4 km et passe sur le pont Bürgermeister-Smidt, continue sur la Obernstraße, passe devant la mairie et la cathédrale,pour se diriger vers la gare. À la fin, les groupes les plus remarquables sont primés.
Le défilé est suivi par environ 250 000 spectateurs dans les rues et transmis par les chaînes  de télévision NDR et Radio Bremen TV.

### Crédits de traduction
- (de) Cet article est partiellement ou en totalité issu de l’article de Wikipédia en allemand intitulé « Bremer Freimarkt » (voir la liste des auteurs).